# Velloso (Buenos Aires)
Velloso es una localidad rural ubicada en el centro geográfico de la provincia de Buenos Aires, Argentina, en el partido de Tapalqué.

## Población
Cuenta con 127 habitantes (Indec, 2010), lo que representa un incremento del 18,7% frente a los 107 habitantes (Indec, 2001) del censo anterior.
| Gráfica de evolución demográfica de Velloso entre 1991 y 2010 |
|                                                               |
| Fuente: Censos nacionales del INDEC                           |

## Topónimo
Su nombre se debe a la familia Veloso y a su generosa donación de las tierras donde se instaló la estación ferroviaria y su primitivo poblado.

## Ubicación
Se encuentra a 58 km al NE de Tapalqué, a 14 km de Covello; y a 33 km de Campodónico.